# Nia Franklin
Nia Imani Franklin (Winston-Salem, 27 de juliol de 1993) és una compositora i model estatunidenca que va guanyar el concurs de bellesa Miss Nova York 2018. El 9 de setembre del mateix any va ser coronada Miss Amèrica 2019 a Atlantic City.
Amb la seva victòria, el 2019 va ser el primer any en què els quatre concursos de bellesa principals dels Estats Units d'Amèrica van ser guanyats per dones negres: Zozibini Tunzi de Sud-àfrica com a Miss Univers 2019, Kaliegh Garris com a Miss Teen USA 2019 i Cheslie Kryst com a Miss EUA 2019.

## Biografia
Nia Franklin es va graduar al North Davidson High School a Welcome, Carolina del Nord, el 2011. Després va matricular-se a la Universitat de Carolina de l'Est a Greenville, i es va graduar en Composició Musical el 2015. Durant el seu primer any a la universitat, al seu pare se li va diagnosticar un limfoma no hodgkinià. Anys més tard, el seu pare va recaure dues vegades i va requerir un trasplantament de medul·la òssia. Franklin va donar les seves cèl·lules mare, fet que va comportar la recuperació del seu pare.
Després de graduar-se va assistir a la University of North Carolina School of the Arts i va obtenir un màster en música el 2017. Va compondre una òpera de cambra titulada King Solomon que es va estrenar el 2015. Franklin es va traslladar a la ciutat de Nova York el 2017.
A Nova York, va treballar amb Success Academy Charter Schools, va fundar una escola de música per a estudiants i va col·laborar amb l'organització sense ànim de lucre Sing For Hope.